# Each uisge

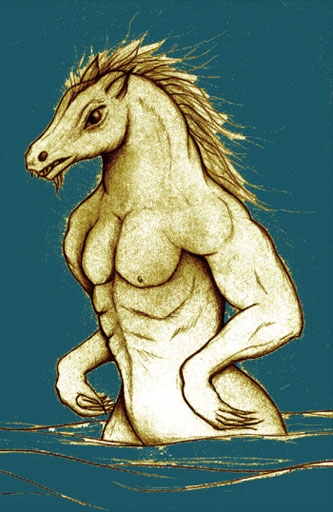
Představa příšery

Each uisge (nebo také vodní kůň) je mytický, skotský vodní duch, v Irsku je například nazývaný Aughisky. Je defakto stejný jako kelpie, ale mnohem nebezpečnější.
Each uisge je nadpřirozený vodní kůň nalezený na vrchovinách Skotska a je nejspíše nejnebezpečnější vodu obývající bytostí na Britských ostrovech. Obvykle bývá zaměňován za kelpii, která obývá potoky a říčky, ovšem each uisge obývá moře, zátoky a mořské zátoky. Each uisge je proměnných tvarů, může vypadat jako kůň, poník nebo statný muž. Když si ho v koňské podobě osedlá muž, je v bezpečí, jen dokud se s koněm drží ve vnitrozemí nebo mimo vody. Jakýkoli náznak vody ve vzduchu znamená pro jezdce konec. Kůže each uisge začne být lepivá a tvor odnese svého zajatce do nejhlubších vod. Když se oběť utopí, each uisge sežere všechno kromě jater, která pak někde vyplavou na břehu.
Ve své lidské formě, v podobě urostlého muže, se dá poznat jen podle vodního plevele, který mu uvízl ve vlasech. Právě kvůli těmto pověrám se lidé na pahorkatinách vždycky báli osamělých zvířat nebo cizinců, kteří se objevili poblíž vod, kde se povídalo o each uisge.
Lidé, dobytek a ovce se často stávaly kořistí each uisge a častokrát ho přivábila i vůně pečeného masa. Od téhle pověry se odvíjí i příběh:
"Kovář z Raasay kdysi přišel vinou each uisge o dceru. Jako odplatu za tuto ztrátu kovář a jeho syn vykovali velký hák, pak připravili opečenou ovci a hák rozžhavili do ruda. Pak se z jezera zvedla mlha a z nejhlubších míst vody se vynořilo each uisge a chytilo ovci. Kovář a syn vrazili rozžhavený hák hluboko do masa each uisge a po krátkém zápasu stvůru usmrtili. Když se ráno vrátili, nezbylo po stvůře nic než rosolovitá hmota..."